# Kastlösa kyrka
Kastlösa kyrka är en kyrkobyggnad  i Växjö stift. Den är församlingskyrka i Mörbylånga-Kastlösa församling.

## Kyrkobyggnaden
Kastlösa kyrka uppfördes 1855 av byggmästaren Peter Isberg efter ritningar av Johan Adolf Hawerman. Vid nybyggnaden skulle delar av den medeltida klövsadelkyrkans västtorn ingå. Detta var ganska vanligt då kyrkor på Öland byggdes om. Hawerman ansåg emellertid att tornet var alltför bräckligt att infogas i den nya kyrkan. Detta ledde till att en helt ny kyrka kom att uppföras norr om den gamla. Invigningen förrättades 23 juli 1856 av kontraktsprosten Erik Gustaf Brunér. 
Den kyrka som Brunér invigde var en rymlig salkyrka med kor i öster, sakristia i norr och torn i väster. Tornet försågs med en lanternin och en  spira krönt av ett kors. Korväggen erhöll en trefönstergrupp omgiven av pilastrar. Ett krucifix från 1748 ur Anders Dahlström d ä:s altaruppsats, flankerad av Mose och Johannes Döparen utgjorde altarprydnad. Predikstolen i empirestil var försedd med uppgång från sakristian. Interiören blev kraftigt förändrad i och med 1950-talets renovering. Salkyrkan omvandlades till en treskeppig hallkyrka med kalkstenskolonner och plant tak med synliga bjälkar Östväggens tre fönster sattes igen och ersattes av en stor fresk "Den återvändande Kristus" utförd av Waldemar Lorentzon och hans medhjälpare konstnären Hans Fagerström och stuckatören Stig Kling. 
Kristus står på en regnbåge som spänner sig över den öländska alvarmarken med dess rika blomsterflora. En mängd  människor ur alla folkslag och trosåskådningar tar varandra i hand. Men fresken skildrar även tillvarons mörka sida då Adam  och Eva  bryter gemenskapen med Gud och hur staden Sodom  förintas av eld. Det destruktiva i tillvaron har trots allt  inte sista ordet vilket åskådliggörs av Jesu födelse i Betlehem. Det är Guds gåva till sin mänsklighet. Herdar och vise män frambär sina hyllningar. Över denna bild reser sig korset. Korset är mänsklighetens hopp inför Kristi återkomst. 

## Inventarier
- Dopfunt med uttömningshål, fot av gotländsk sandsten 1200-talet.
- Ett krucifix från 1748 ur Anders Dahlström d.ä.:s altaruppsats.
- Primklocka från 1300- eller 1400-talen.
- Stenaltaret och altarringen tillkom vid 1953-54 års renovering.
- Predikstol av kalksten från 1953, dekorerad med huggna reliefer med evangelistsymboler av stenhuggaren Erik Johansson, Ölands Sandvik.
- Bänkinredningen från 1953-54.
- Läktaren samt läktarunderbyggnaden är från 1953-54.
- Votivskepp

## Bildgalleri

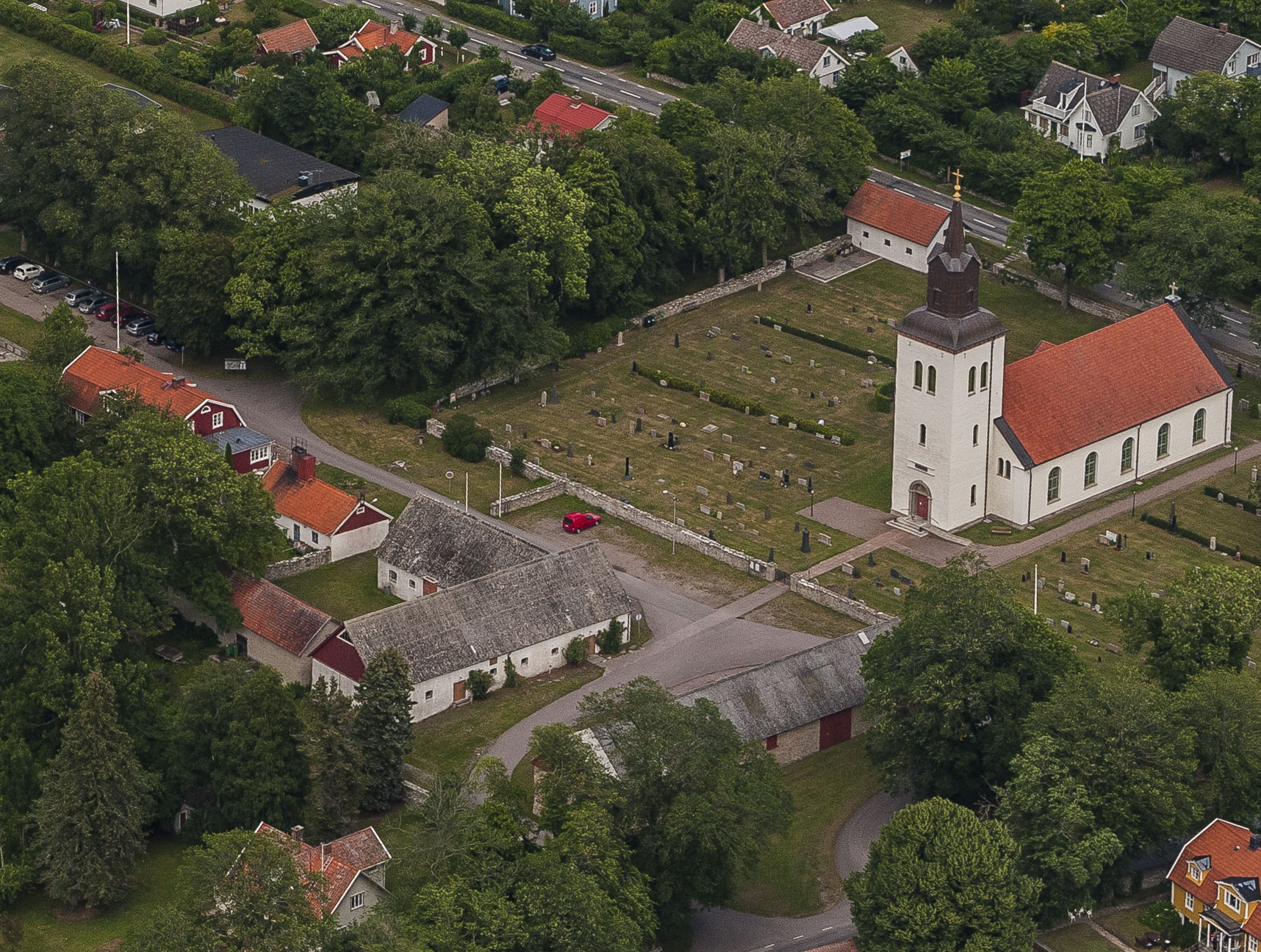
Kyrkan från ovan
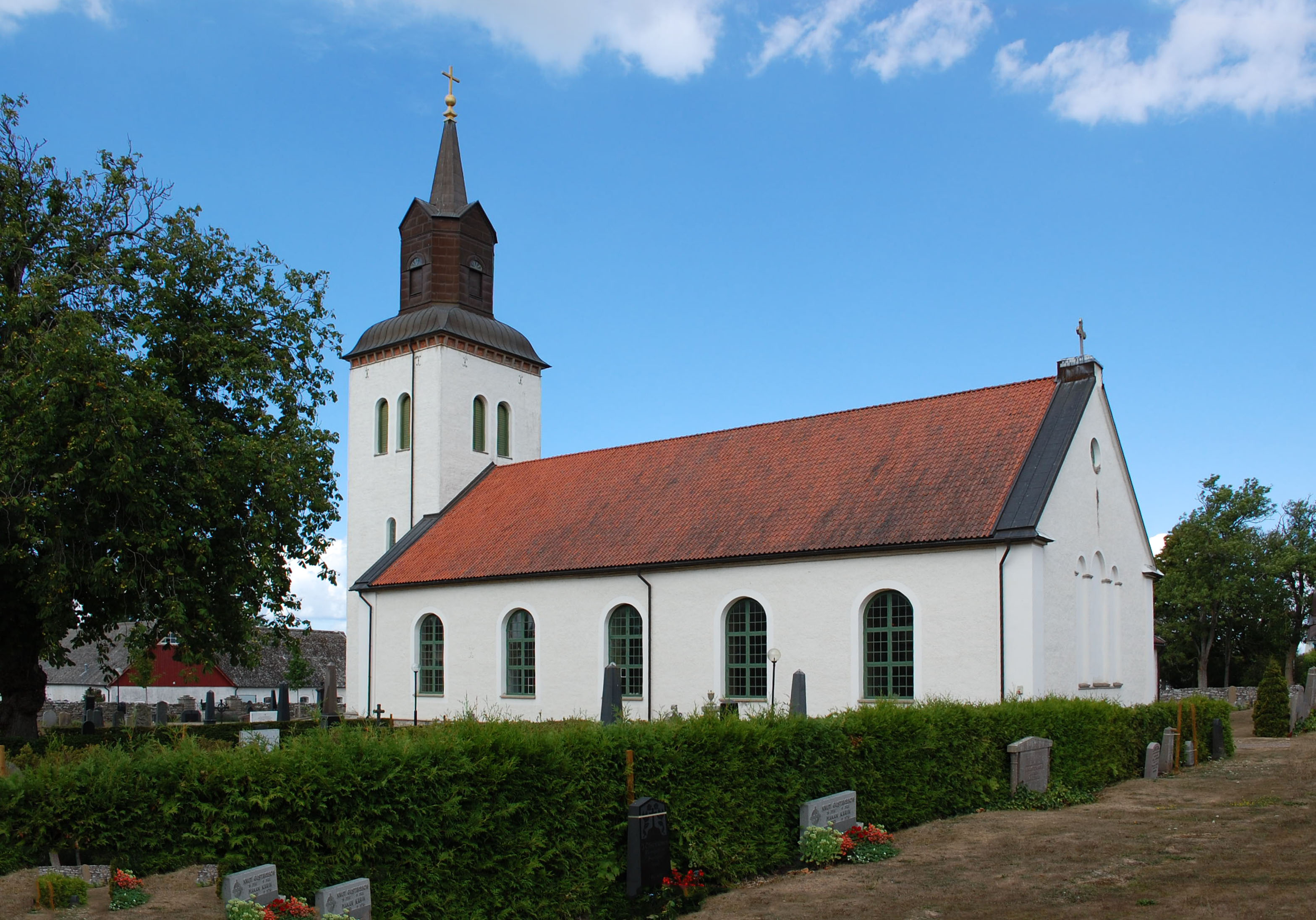
Exteriör från sydöst
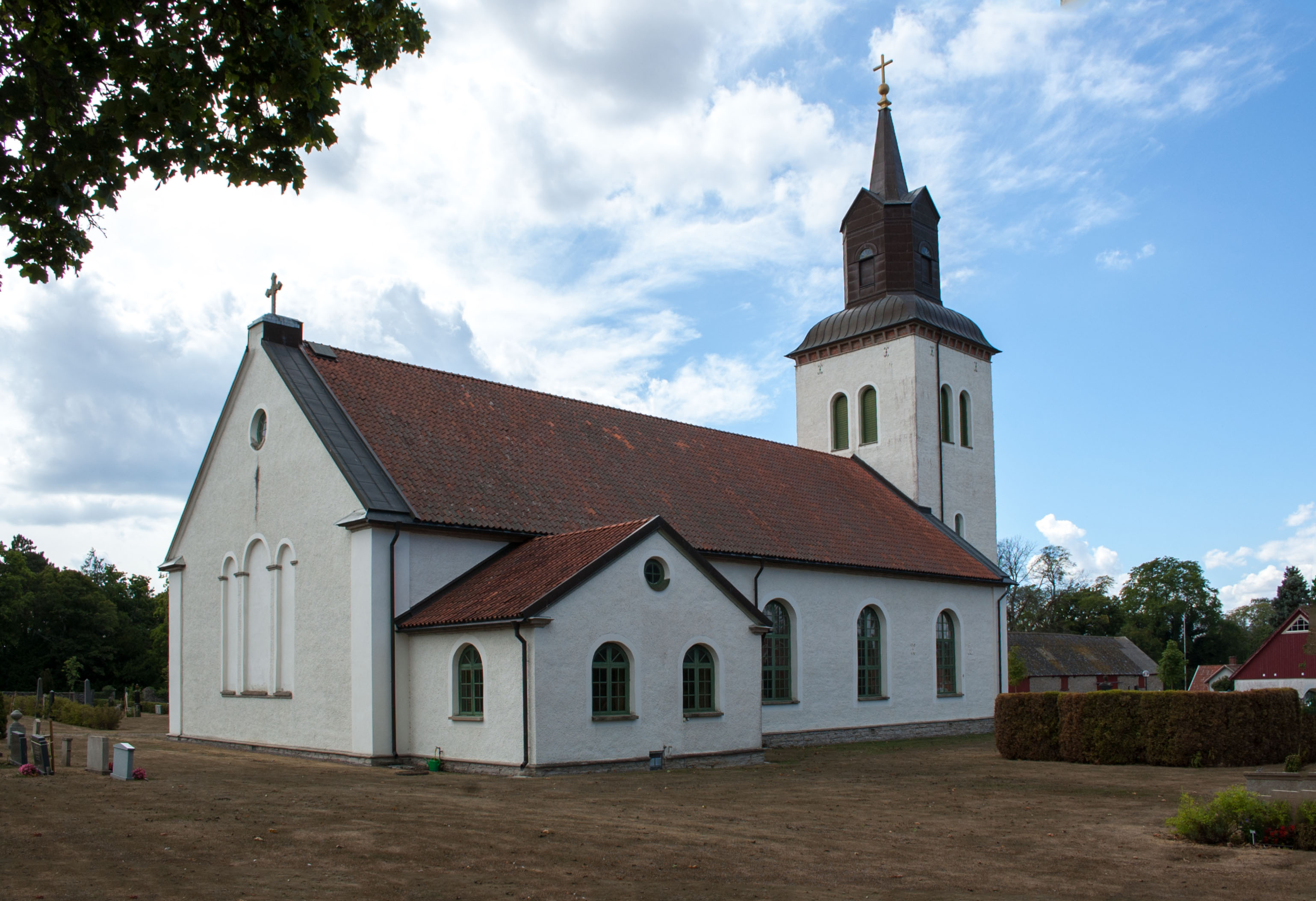
Kyrkobyggnaden från nordöst
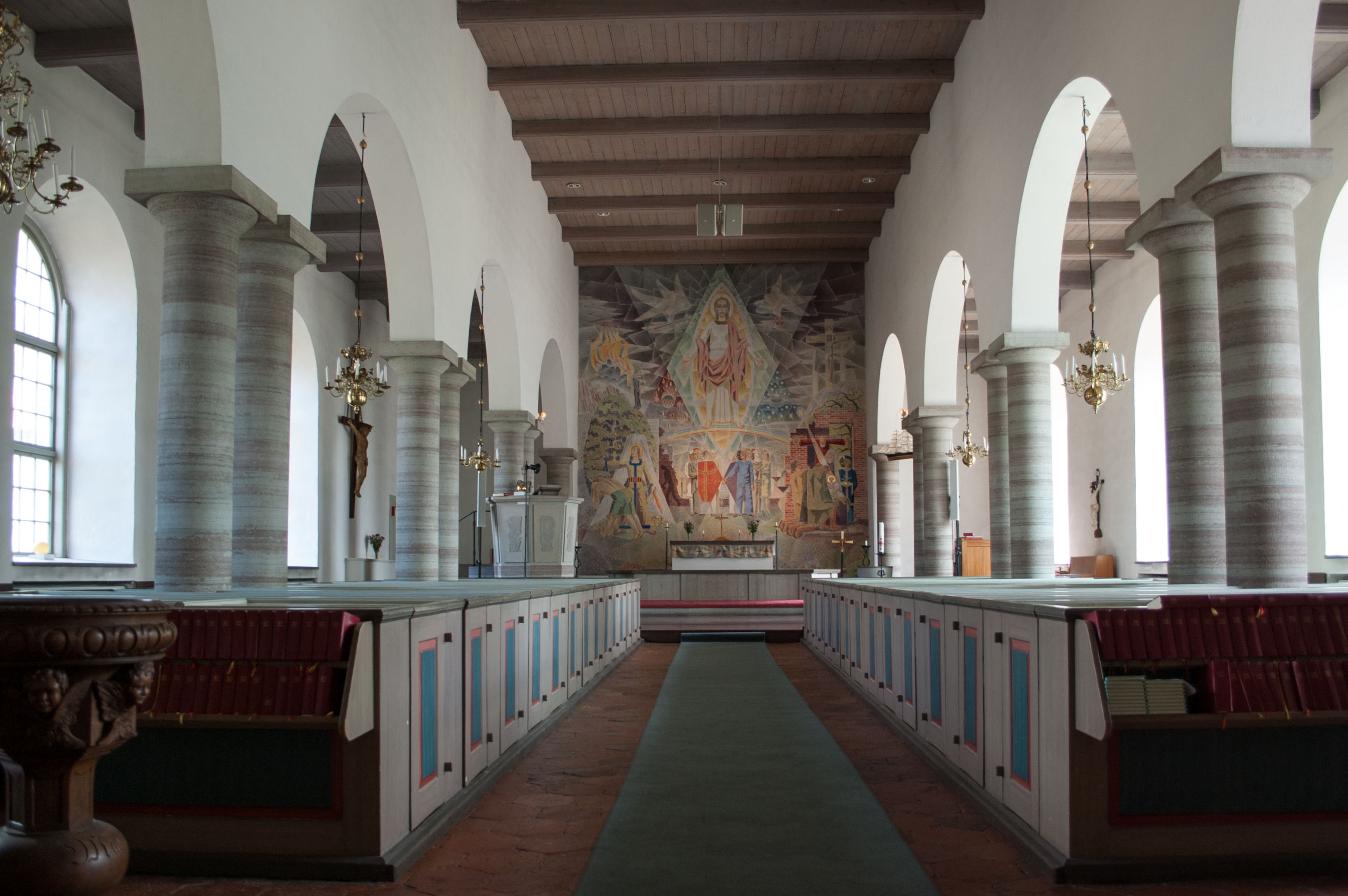
Interiör mot öster
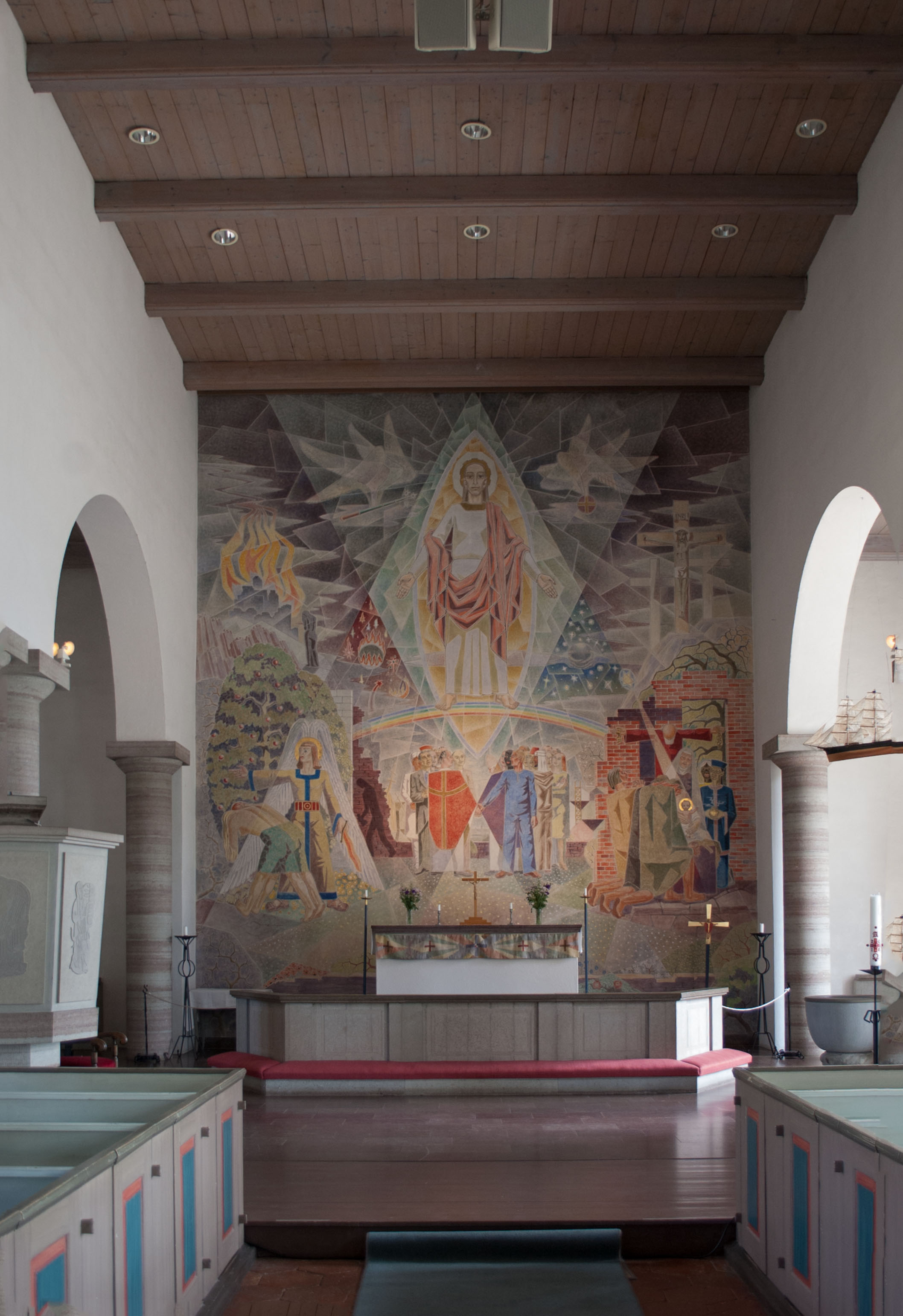
Waldemar Lorentzons fresk
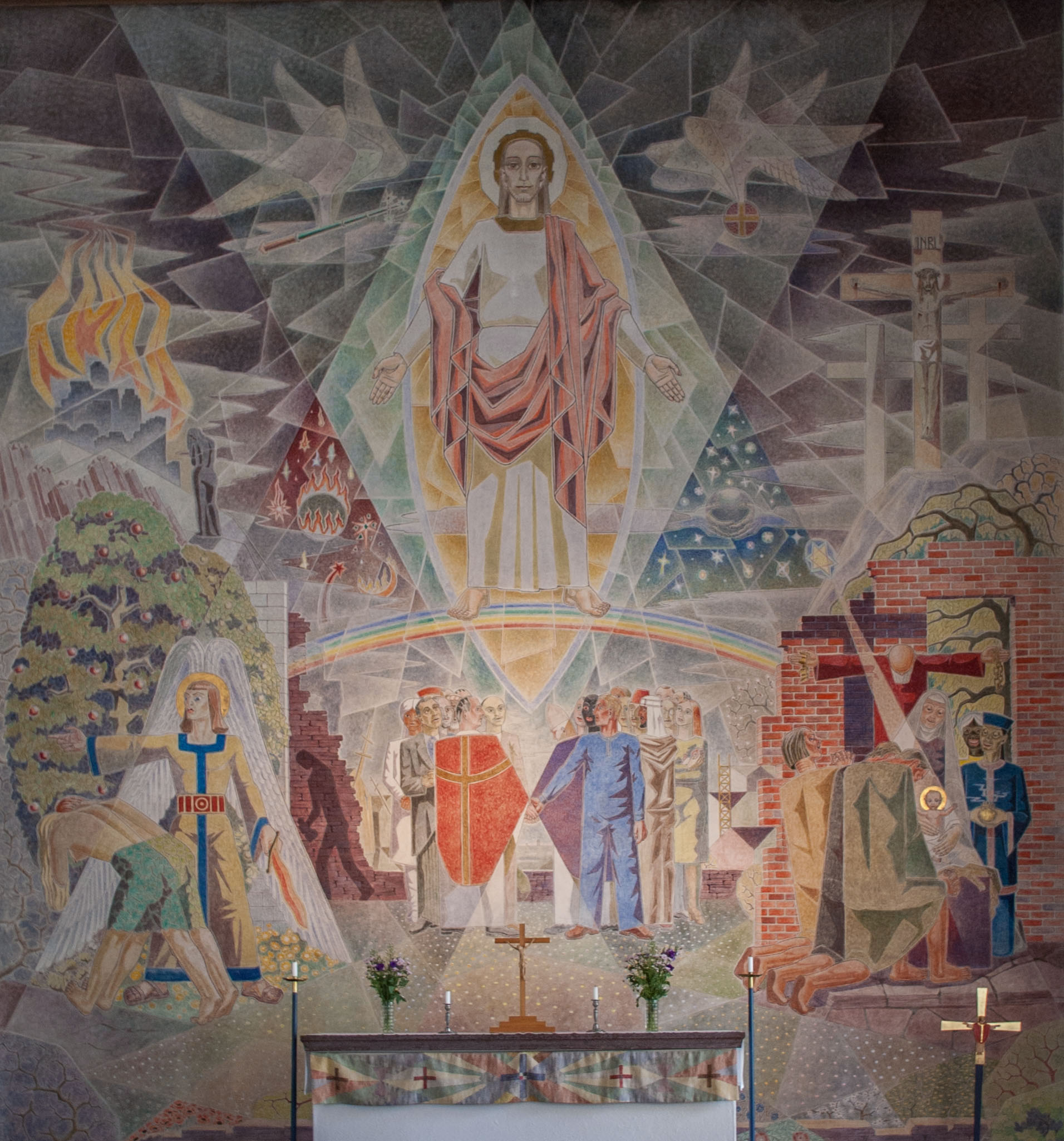
Den återvändande Kristus
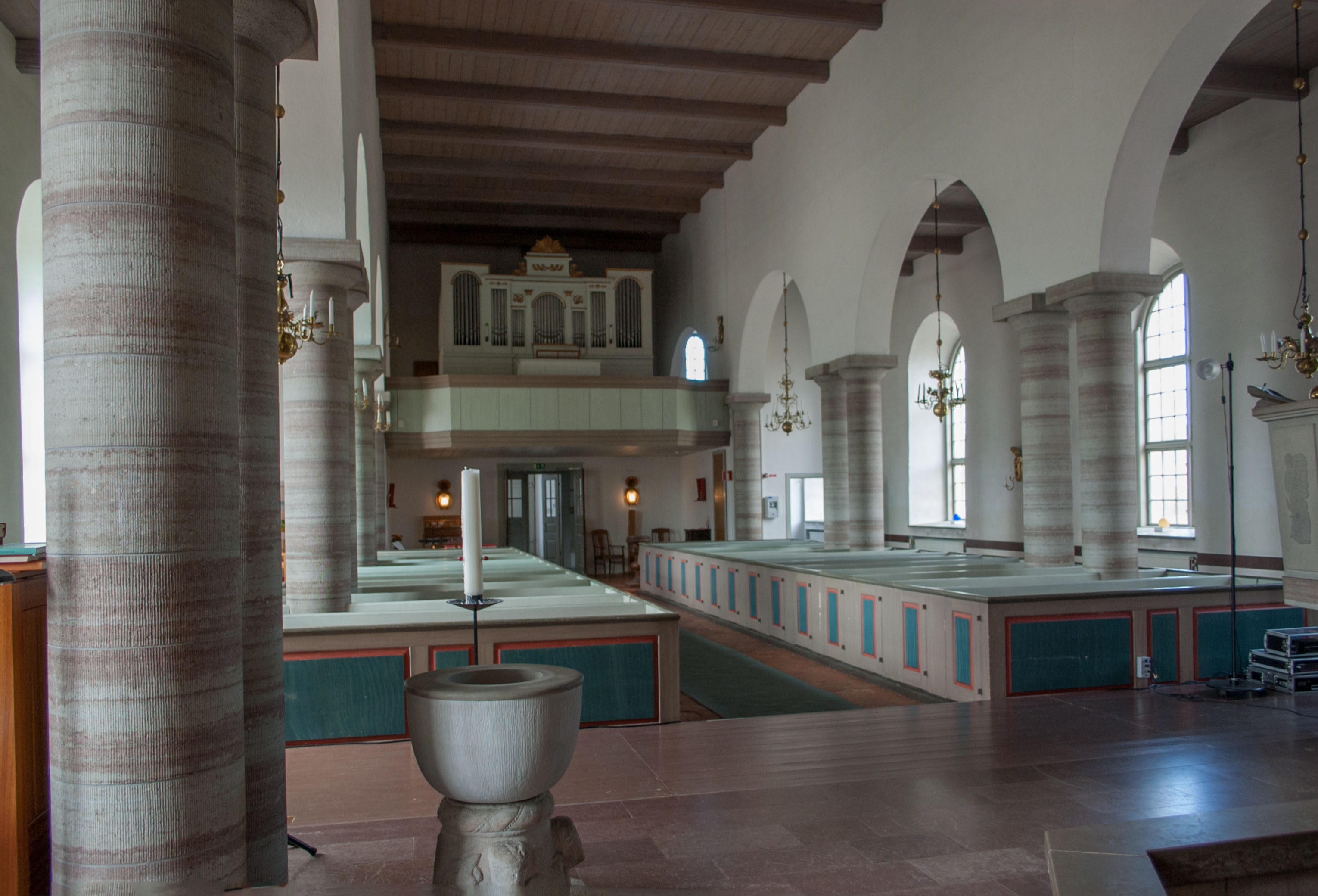
Interiör mot väster
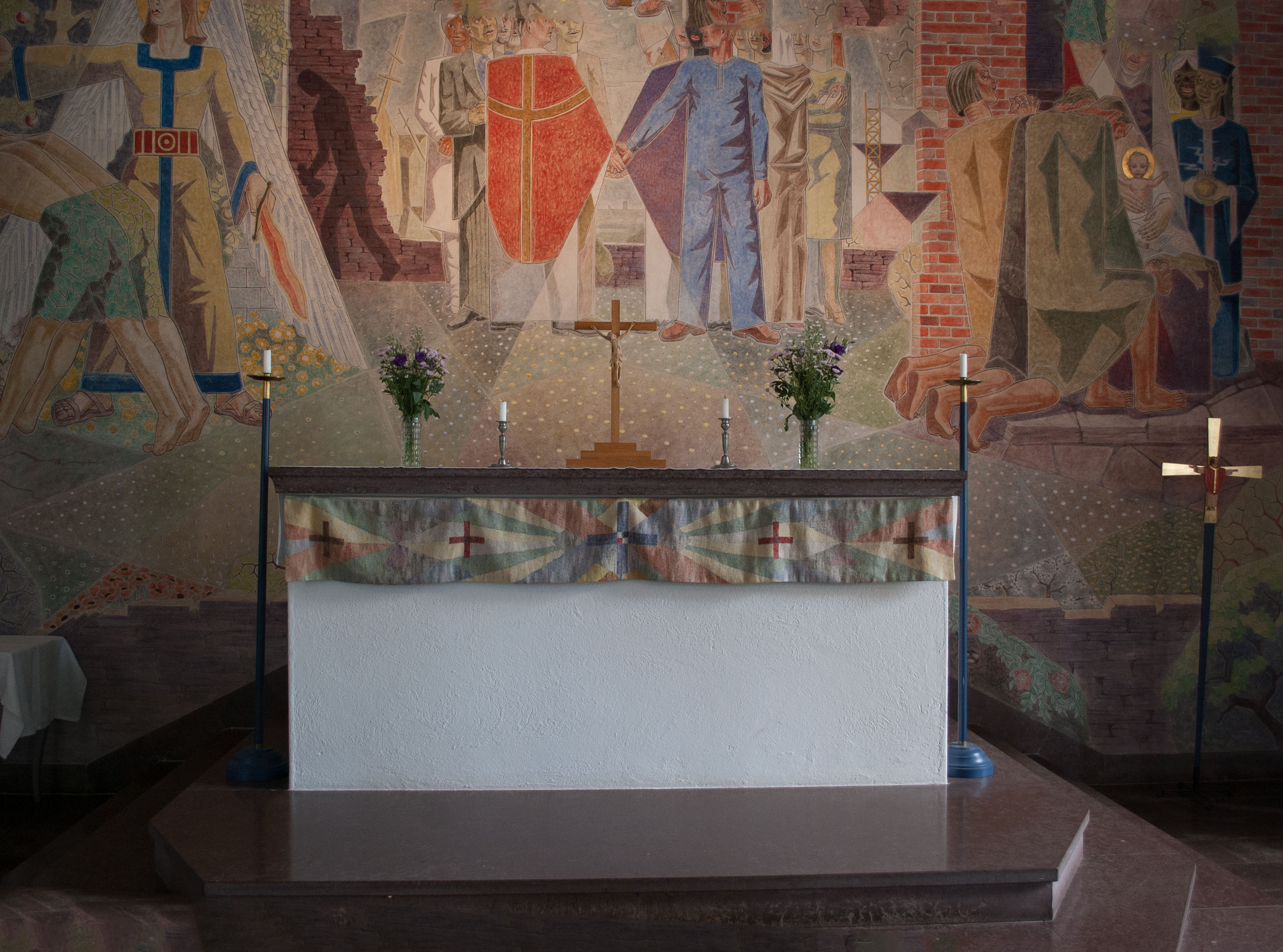
Altaret
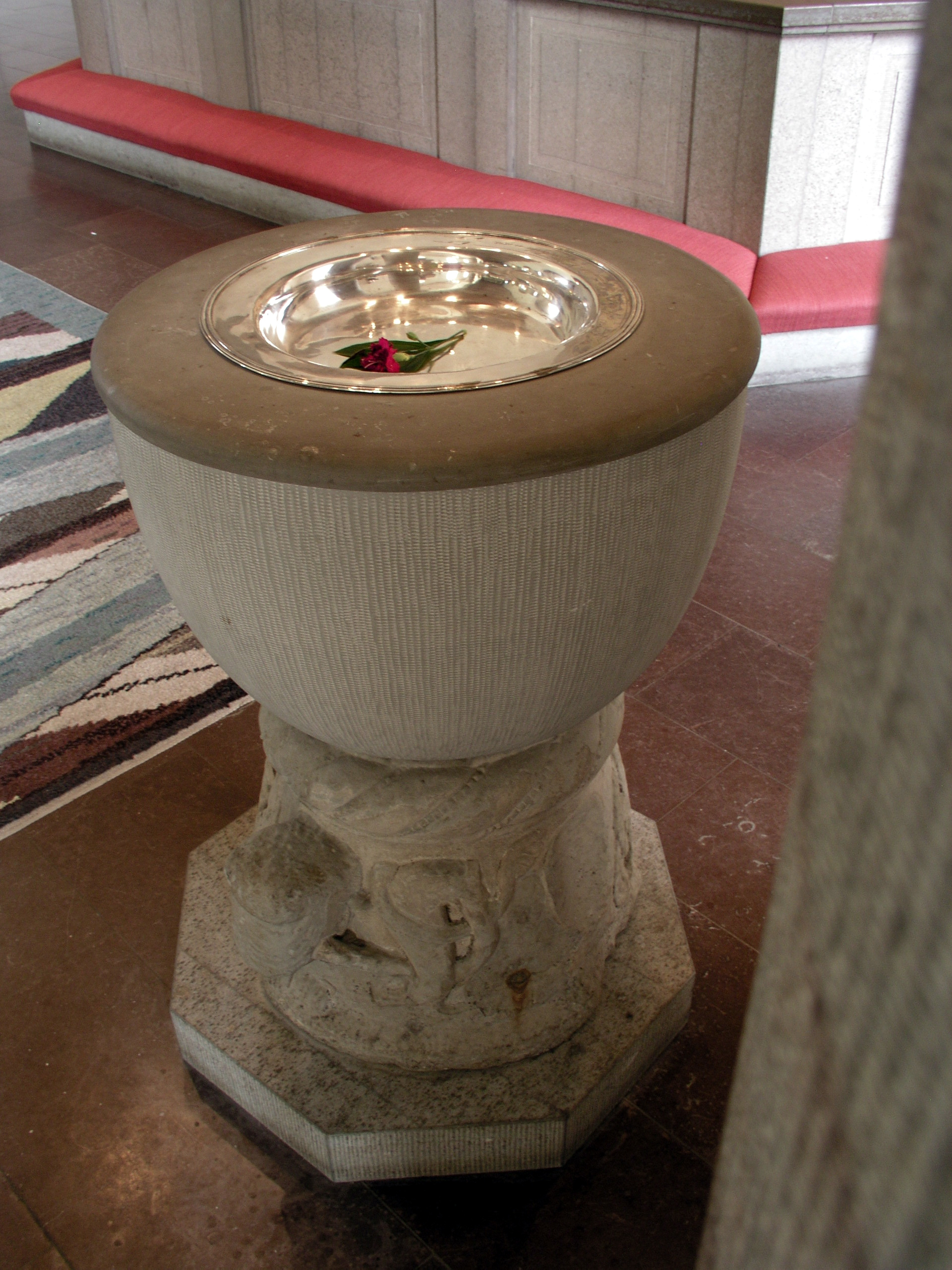
Dopfunt
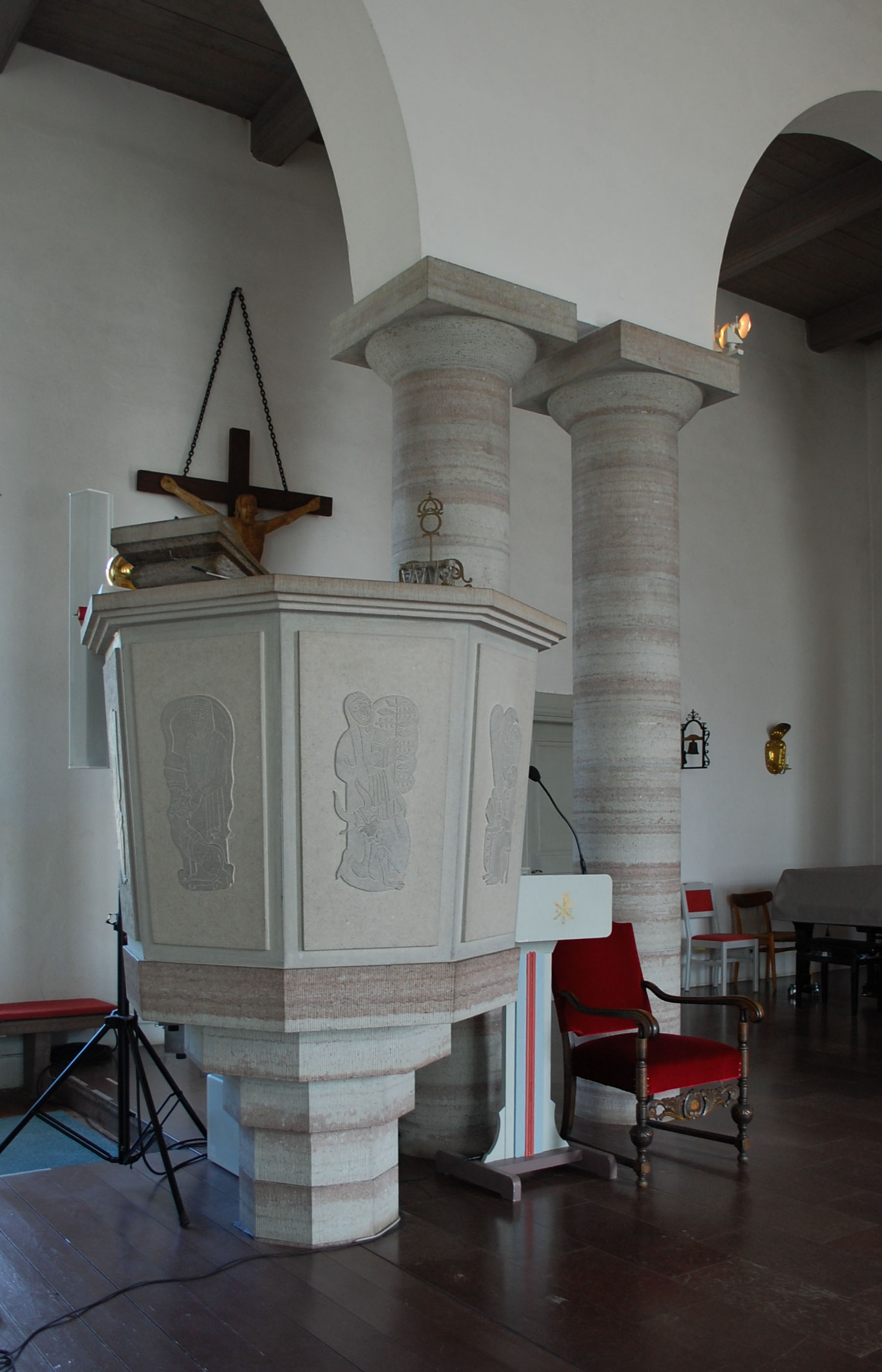
Predikstolen
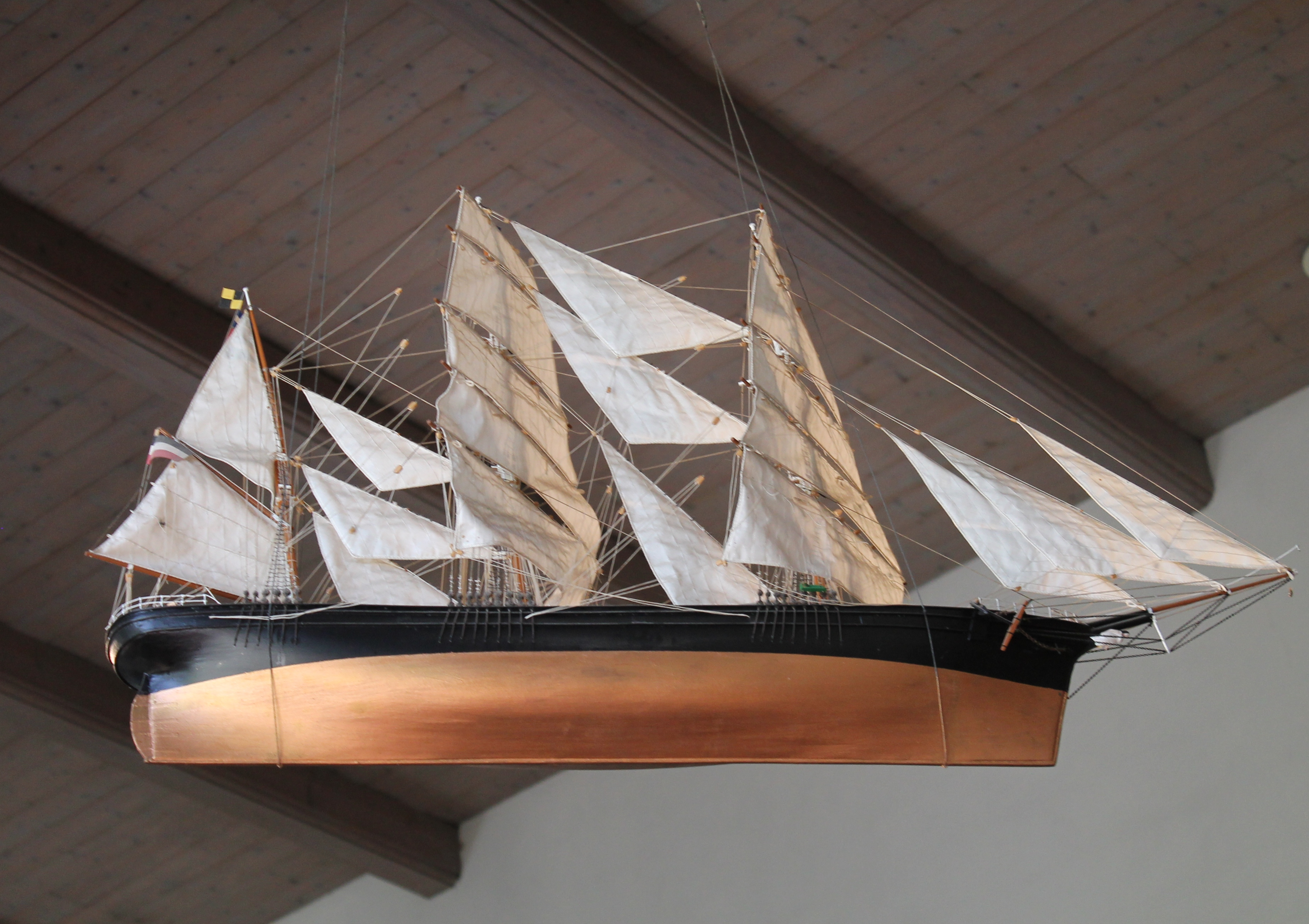
Votivskepp

## Orglar

### Läktarorgel

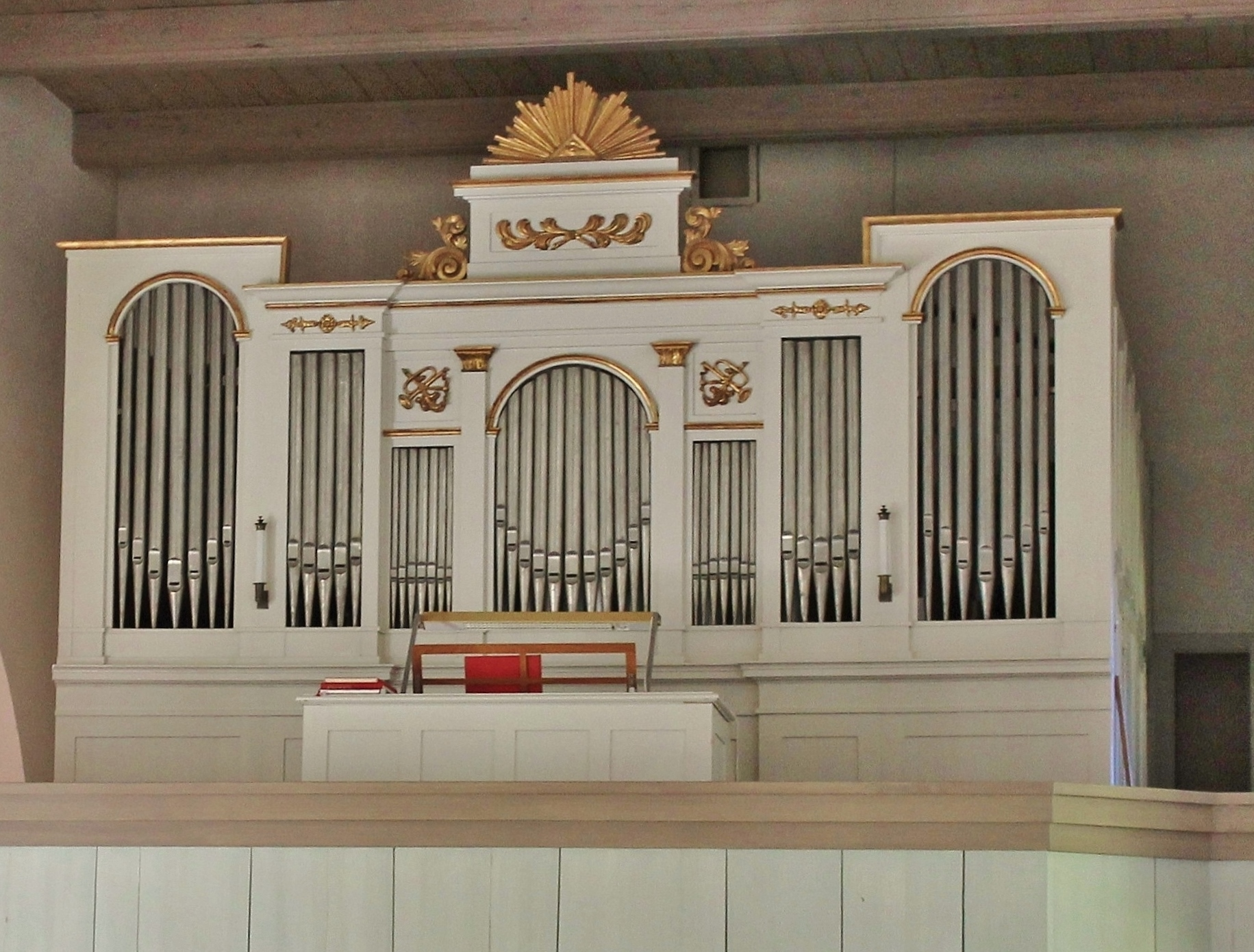
Läktarorgeln

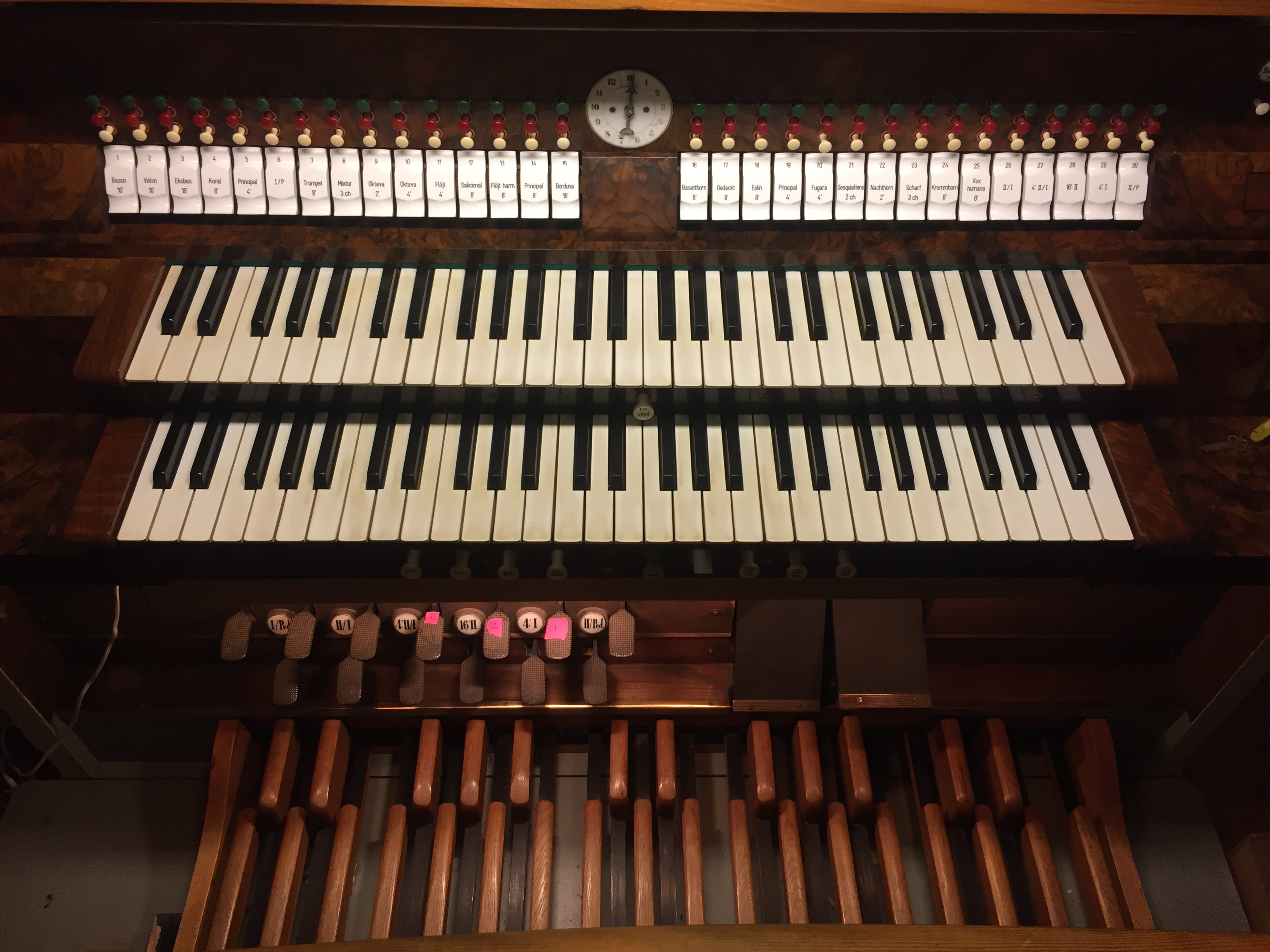
A. Mårtenssons spelbord

- En orgel med åtta stämmor byggdes 1858 av Anders Gustaf Nygren, Stockholm. Orgeln invigdes den 11 september 1859.[3]

Disposition:
| Manual         |
| Principal 8’   |
| Dubbelfleut 8’ |
| Gamba 8’       |
| Octava 4’      |
| Fleut 4’       |
| Qvinta 3’      |
| Octava 2’      |
| Trumpet 8’     |

- 1904 ombyggdes orgelverket av Emil Wirell, Virestad. Mekaniken förnyades och ett nytt fristående spelbord insattes med fasta kombinationer. Arbetet avsynades av musikdirektör Gustaf Johansson, Kalmar.[5][6]

Disposition:
| Manual C-f3              | Pedal       | Koppel      |
| Principal 8’ Bas/Diskant | Subbass 16’ | Pedalkoppel |
| Gedackt 8’ Bas/Diskant   |             | Oktavkoppel |
| Gamba 8’                 |             |             |
| Oktava 4’                |             |             |
| Fleut 4’                 |             |             |
| Quinta 3’                |             |             |
| Oktava 2’                |             |             |
| Trumpet 8’ Bas/Diskant   |             |             |

- 1936-37 byggde A. Mårtenssons Orgelfabrik AB en ny orgel bakom den tidigare orgelfasaden vilken utökades. Orgelverket är helpneumatiskt och har 24 stämmor fördelade på två manualer och pedal. Orgeln har tre fria och tre fasta kombinationer samt registersvällare.

Nuvarande disposition:
| Huvudverk (I) C-g3  | Svällverk (II) C-g3 | Pedal C-f1   | Koppel  |
| Borduna 16’         | Basetthorn 8’       | Violon 16’   | I/P     |
| Principal 8’        | Gedackt 8’          | Ekobas 16’   | II/P    |
| Flöjt harmonique 8’ | Eolin 8’            | Koral 8’     | II/I    |
| Salicional 8’       | Principal 4’        | Principal 4’ | I 4’    |
| Oktava 4’           | Fugara 4’           | Basun 16’    | II/I 4’ |
| Flöjt 4’            | Nachthorn 2’        |              | II 16’  |
| Oktava 2’           | Sesquialtera 2 chor |              |         |
| Mixtur 3 chor       | Scharf 3 chor       |              |         |
| Trumpet 8’          | Krummhorn 8’        |              |         |
|                     | Vox humana 8’       |              |         |
|                     | Tremolo             |              |         |

### Kororglar
- I koret står ett positiv med fyra stämmor från Bruno Christensen & Sønner Orgelbyggeri.

Disposition:
| Manual C-f3       |
| Principal 8’      |
| Gedackt 8’        |
| Rörflöjt 4’       |
| Oktav 2’          |
|                   |
| Crescendosvällare |